# Phoebe hui
Phoebe hui  (лат.) — вид двудольных растений рода Фебе (Phoebe) семейства Лавровые (Lauraceae). Название было дано растению китайским ботаником Чжэн Ваньцзюнем, впервые действительно описано оно было Ян Сяньцзинем в 1945 году.

## Распространение и среда обитания
Эндемик Китая, известный из провинций Сычуань, Юньнань и Шэньси. Обычно произрастает в густых лесах.

## Ботаническое обитание
Крупное дерево высотой до 25 м. Кора серого цвета, гладкая. Ветви тонкие.
Листья формой от эллиптических до эллиптически-ланцетных, кожистые; верхняя часть листа опушённая, нижняя голая либо опушена на прожилках.
Соцветие — метёлка, несёт цветки с густо опушённым околоцветником серо-белого цвета.
Плод эллиптический, сжатый.
Цветёт в апреле и мае, плодоносит в августе и сентябре.

## Значение
Иногда выращивается в качестве декоративного растения.